# Olga Gallego
Olga Gallego Domínguez (Orense, 8 de diciembre de 1923 - 4 de septiembre de 2010) fue una historiadora, archivera, académica y escritora española. Fue miembro correspondiente de la Real Academia de la Historia y la primera mujer en ser aceptada en la Real Academia Gallega.

## Biografía
Cuando nació, Ourense era una localidad de 20 000 habitantes. Desde su ciudad natal se mudó a Santiago de Compostela, donde ingresó en la Universidad de Santiago de Compostela. Entre 1951 y 1954 ordenó el Archivo Diocesano de Ourense. En 1955 se graduó en Filosofía y Letras. Desde 1955 perteneció al Cuerpo de Auxiliares de Archivos, Bibliotecas y Museos. En 1958 ingresó por concurso al Cuerpo Facultativo de Archiveros, Bibliotecarios y Arqueólogos, donde fue destinada a la Biblioteca Pública y al Archivo de la Delegación de Hacienda de Vigo. Su actividad catalográfica y archivística la llevó a verificar, ya en Vigo, los catálogos de la Fundación Penzol, de la Biblioteca de la Caja de Ahorros, y de las bibliotecas de la Escuela de Comercio y del Instituto de Enseñanza Media Santa Irene.
Desde 1968 fue directora del Archivo Histórico Provincial y del Archivo de la Delegación de Hacienda de Orense. Desde 1972 fue directora de sección del grupo de colaboradores Marcelo Macías del Museo Arqueológico Provincial de Ourense. Fue miembro del Patronato de la Fundación Penzol y también del Patronato Ramón Otero Pedrayo. Desde 1980 fue miembro correspondiente de la Real Academia de la Historia. En noviembre de 1986 ingresó en la Real Academia de Galicia con un discurso sobre los barcos y barcazas de la provincia de Orense en el Antiguo Régimen, y fue respondida por Antonio Gil Merino. El discurso fue una contribución a la actividad de investigación, ya que esta historiadora era una referencia esencial para el estudio de la historia social entre los siglo XIV y siglo XIX en la provincia de Orense.
A lo largo de su carrera, Olga Gallego también ocupó cargos de liderazgo, como 
presidenta de ANABAD (Asociación de Archiveros, bibliotecarios, museólogos, y 
documentalista de Galicia) y secretaria de la Real Academia Gallega. 
Olga Gallego representa a una generación de mujeres pioneras en la archivística, quienes, 
con gran esfuerzo y pasión, abrieron caminos en un ámbito tradicionalmente dominado 
por hombres. Ya que no es cuestión baladí que la carrera de Olga Gallego se desarrolla 
durante el transcurso del franquismo. Como ya bien sabemos, Respecto a la visión de la 
mujer, en aquella época como no es de extrañar el papel femenino estaba relegado a un 
segundo plano respecto al del hombre ocupando un papel relativamente secundario, cuyo
fin las mujeres para alcanzar el estatus de mujer perfecta debían estar al cuidado de su 
hogar, su esposo y de sus hijos y esto es conocido como ``mujer Medina´´. 
Los valores de esta mujer medina es la sumisión la lealtad hacia el hombre obediencia y sacrificio. Se 
experimentó un retroceso significativo de las mujeres en la sociedad y se abolieron 
muchos derechos que se alcanzaron durante la Segunda República Española. No estaba 
mal visto que la mujer obtuviese formación académica, sin embargo, solo existía una leve 
tolerancia y podía ser visto con menosprecio por la sociedad y con actitud machista ya 
que una mujer en aquella época si obtiene formación académica alegaban que le restaba 
feminidad, en cambio, se optaba una versión femenina poco formada y sumisa bajo la 
protección del hombre donde podía destacar únicamente sería en la tarea del hogar
Fue la primera mujer en ingresar en la Academia Gallega,con anterioridad, en 1945, la poetisa  Francisca Herrera Garrido (1869-1950), fue elegida para formar parte de la academia ocupando la vacante de Lisardo R. Barreiro, a pesar de esto y por razones que se desconocen la poetisa no llego a leer nunca su discurso de ingreso («Rosalía de Castro y los poetas de raza») y morirá sin ser nombrada miembro de la academia.
Olga Gallego se jubiló en 1989.

## Reconocimientos
En 2020, fue incluida dentro del proyecto “Mujeres Investigadoras en los Archivos Estatales (1900-1970)” para la descripción archivística y creación de un micrositio específico en el Portal de Archivos Españoles (PARES), desarrollado entre 2020-2023. Este proyecto ha sido impulsado por la Subdirección General de Archivos Estatales, con el objetivo visibilizar la labor de investigación realizada en España por las mujeres en el intervalo 1900-1970 partiendo de los registros documentales que se conservan en los Archivos de Gestión de los AAEE del Ministerio de Cultura (el Archivo Histórico Nacional, el Archivo de la Corona de Aragón, el Archivo General de Simancas, el Archivo General de Indias, el Archivo de la Real Chancillería de Valladolid, el Archivo General de la Administración y el Centro de Información Documental de Archivos).

## Fallecimiento y legado
Falleció en su domicilio el 4 de septiembre de 2010 a los ochenta y seis años y fue enterrada en el Cementerio de San Francisco que en 2015 pasó a formar parte de la Asociación Europea de Cementerios Singulares.
A pesar de que la mayoría de sus publicaciones fueran en castellano, Gallego es incluida tanto en el Diccionario de escritores en lengua gallega, de Francisco Fernández del Riego, y en el Dicionario de Mulleres Galegas, de Aurora Marco, además de encontrar sus obras en bibliografías especializadas como son Bibliografía sobre archivística española de Luis Miguel de la Cruz Herranz o Archivos municipales españoles. Guía bibliográfica de Julio Cerdá Díaz.
Un año después su archivo personal fue donado al Archivo de Galicia por su hermana Pilar. Por este motivo parte de los documentos recibidos fueron expuestos en una muestra sobre la vida de Olga Gallego llamada Mulleres sobranceiras. Cuatro años después, el 8 de junio de 2015 se presentó la Fundación Olga Gallego cuyo objetivo es la difusión y la protección del patrimonio archivístico. La fundación fue inscrita ante notario el  24 de febrero de 2014, y ha sido declarada de Interés Cultural y Gallego por la Junta de Galicia.

## Premios
- 1969: Lazo de la Orden de Alfonso X el Sabio (ver Lista de condecorados con la Orden de Alfonso X el Sabio)[17]
- 1974: Lazo de la Orden de Alfonso X El Sabio[18]
- 2000: Medalla de Plata de Galicia[19] (Véase Lista de galardonados con la Medalla de Galicia).
- 2006: Medalla de ANABAD (Asociaciones Nacionales de Archiveros, Bibliotecarios, Arqueólogos, Museólogos y Documentalistas)[20]
- 2006: Medalla Castelao, junto con Avelino Pousa Antelo y Ángel Carracedo.[21]
- 2008: Premio Trasalba.[17]

## Publicaciones
- 1949: «Plata labrada que en 1601 había en Orense», artículo en el Boletín del Museo Arqueológico Provincial de Orense.
- 1971: «La obra del entallador Aymon Pourchelet en Orense, 1580-1630», artículo en el Boletín Auriense.
- 1972: Unha xoia bibliográfica da Biblioteca Penzol.
- 1973: «Puertas y cerca de la ciudad de Orense», artículo en el Boletín Auriense.
- 1973: «Demografía orensana desde el siglo XIV al XIX», artículo en el Boletín Auriense.
- 1973: «La peste en Orense desde el siglo XIV al XIX», artículo en el Boletín Auriense.
- 1975: Sobre algunas ermitas orensanas.
- 1976: «De la provincia de Orense», artículo en el Boletín Auriense.
- 1977: El Monasterio de Celanova a mediados del siglo XIX.
- 1976: Catastro del Marqués de la Ensenada en Orense y Pontevedra, y su mecanización.
- 1978: Arquivos, autonomía e dereitos cidadáns, con Pedro López Gómez.
- 1978: Archivo Histórico Provincial de Orense, con varios autores.
- 1978: «Evolución de la propiedad de los montes en la provincia de Orense», artículo en el Boletín Auriense.
- 1979: De textos y disposiciones legales impresos.
- 1980: De los fondos documentales de los Archivos Históricos Provinciales, en colaboración con Pedro López Gómez.
- 1980: Das coleccións bibliográficas e documentais da Fundación Penzol, con Pedro López Gómez.

- «Fuentes indirectas para la historia de la banca en Galicia», con Pedro López Gómez.[22]
- «La formación profesional de los archiveros» (ponencia), con Pedro López Gómez, sin fecha.[23]